# Американо-маршалловские отношения
Американо-маршалловские отношения — двусторонние дипломатические отношения между США и Маршалловыми Островами.

## История

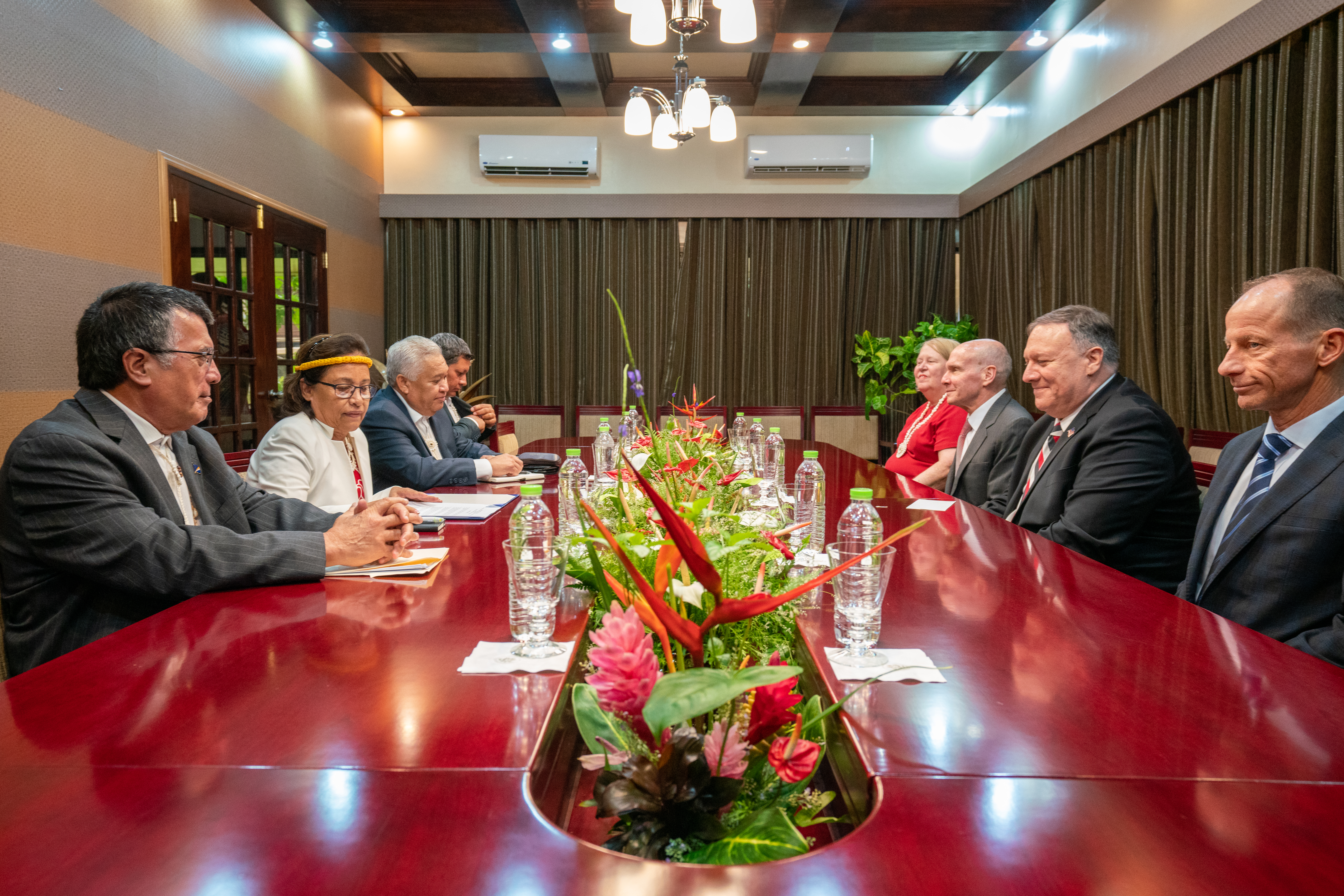
Встреча президента Маршалловых Островов Хильды Хайн с государственным секретарём США Майком Помпео. 5 августа 2019 года

Во время Второй мировой войны Соединённые Штаты Америки взяли под свой контроль острова у Японии (которая управляла ими в рамках Южного Тихоокеанского мандата) в рамках Гилберта-Маршалловской операции. С 1946 по 1958 год американские военные проводили ядерные испытания на атолле Бикини. В 1965 году правительство США сформировало Конгресс Подопечной территории Тихоокеанских островов — план усиления самоуправления тихоокеанских островов. Подопечная территория Тихоокеанских островов в 1979 году предоставила независимость Маршалловым Островам, Конституция и президент которых были официально признаны США.

Марка, посвященная договору о свободной ассоциации между США и Маршалловыми островами.

Республика Маршалловы Острова стала суверенным государством в свободной ассоциации с США. После более чем десятилетних переговоров Маршалловы Острова и Соединённые Штаты 25 июня 1983 года подписали Договор о свободной ассоциации. 7 сентября 1983 года народ Маршалловых Островов одобрил Соглашение на плебисците под наблюдением Организации Объединённых Наций (ООН). Конгресс США впоследствии одобрил Соглашение, добавив несколько поправок, которые были приняты правительством Маршалловых Островов, и Соглашение вступило в силу 21 октября 1986 года. С 1999 по 2003 годы две страны подписали Соглашение с поправками, которое вступило в силу 1 мая 2004 года. В соответствии с Соглашением с поправками США будут предоставлять Маршалловым Островам не менее 57 млн $ ежегодно до 2023 года, включая взносы в совместно управляемый трастовый фонд. Маршалловы Острова по-прежнему будут иметь доступ ко многим программам и услугам в США. Объединённый комитет по экономическому управлению и финансовой отчётности (JEMFAC), состоящий из представителей обоих правительств, обеспечит эффективное расходование средств помощи в рамках Соглашения.
В соответствии с Соглашением США обладают полной властью и несут ответственность за безопасность и оборону Маршалловых Островов, а правительство Маршалловых Островов обязано воздерживаться от действий, несовместимых с этими обязанностями в области безопасности и обороны.
Министерство обороны США, в соответствии с дополнительным межправительственным соглашением первоначального Соглашения, использует лагуну и несколько островов на атолле Кваджалейн. Атолл состоит примерно из 90 островков вокруг самой большой лагуны в мире. Первоначальное соглашение позволяло США продолжать использование гарнизона армии США на атолле Кваджалейн (USAG-KA), где находится испытательный полигон противоракетной обороны Рональда Рейгана, до 2016 года. Поправка к этому соглашению, расширяющая права США до 2066 года (с выбором повторного расширения до 2086 года), обсуждалась вместе с Соглашением с поправками. Другое важное вспомогательное соглашение первоначального Компакта предусматривает урегулирование всех претензий, возникающих в результате ядерных испытаний США, проведённых на атоллах Бикини и Эниветок с 1946 по 1958 год. В соответствии с условиями свободной ассоциации более 40 правительственных агентств США, таких как Федеральное управление гражданской авиации, Почтовая служба США, Управление по делам малого бизнеса и Федеральное агентство по чрезвычайным ситуациям, осуществляют программы или оказывают помощь Маршалловым Островам.
В ООН Маршалловы Острова демонстрируют подавляющую поддержку США. По 13 ключевым вопросам в 2008 году Маршалловы Острова в 100 % случаев соответствовали голосованию Соединённых Штатов. Однако в 2015 году Маршалловы Острова проголосовали за осуждение эмбарго США в отношении Кубы. Предложение в ООН было поддержано 191 государством-членом при двух голосах «против» (США и Израиль) и ни одна страна не воздержалась. В декабре 2017 года Маршалловы Острова были одной из 9 стран (включая США и Израиль), проголосовавших против принятого Генеральной Ассамблеей ООН предложения, осуждающего признание США Иерусалима столицей Израиля. Правительство США пригрозило сократить помощь государствам, проголосовавшим за это предложение.
США и Маршалловы Острова поддерживают полноценные дипломатические отношения. Маршалловы Острова выразили заинтересованность в привлечении американских инвестиций.

### Иранский конфликт
28 апреля 2015 года иранский флот захватил судно MV Maersk Tigris под флагом Маршалловых островов недалеко от Ормузского пролива. Судно было зафрахтовано немецким судоходным менеджментом Rickmers, которое заявило, что на нём не было специального груза, в том числе военного оружия. По сообщениям Пентагона, корабль находится под контролем Корпуса стражей исламской революции на фоне эскалации напряжённости в регионе из-за активизации атак коалиции под руководством Саудовской Аравии в Йемене. Пентагон сообщил, что эсминец USS Farragut и морской разведывательный самолёт были отправлены после получения сигнала бедствия с корабля HMS Tigris, а также сообщалось, что все 34 члена экипажа были задержаны. Представители министерства обороны США заявили, что пересмотрят свои оборонные обязательства перед правительством Маршалловых Островов после недавних событий, а также осудили выстрелы по мосту как «неуместные». В мае сообщалось, что Тегеран освободит судно после уплаты штрафа.

### Спор по острову Уэйк
Правительство Соединённых Штатов и Маршалловых Островов заявляют о своих претензиях на остров Уэйк, что ставит вооружённые силы США в двусмысленное положение, поскольку они защищают территорию США, выступая в качестве гаранта (в соответствии с Договором о свободной ассоциации) территориальной целостности государства, с которым они участвует в территориальном споре. США заявляют, что остров Уэйк является их неорганизованной некорпоративной территорией.

## Дипломатические представительства

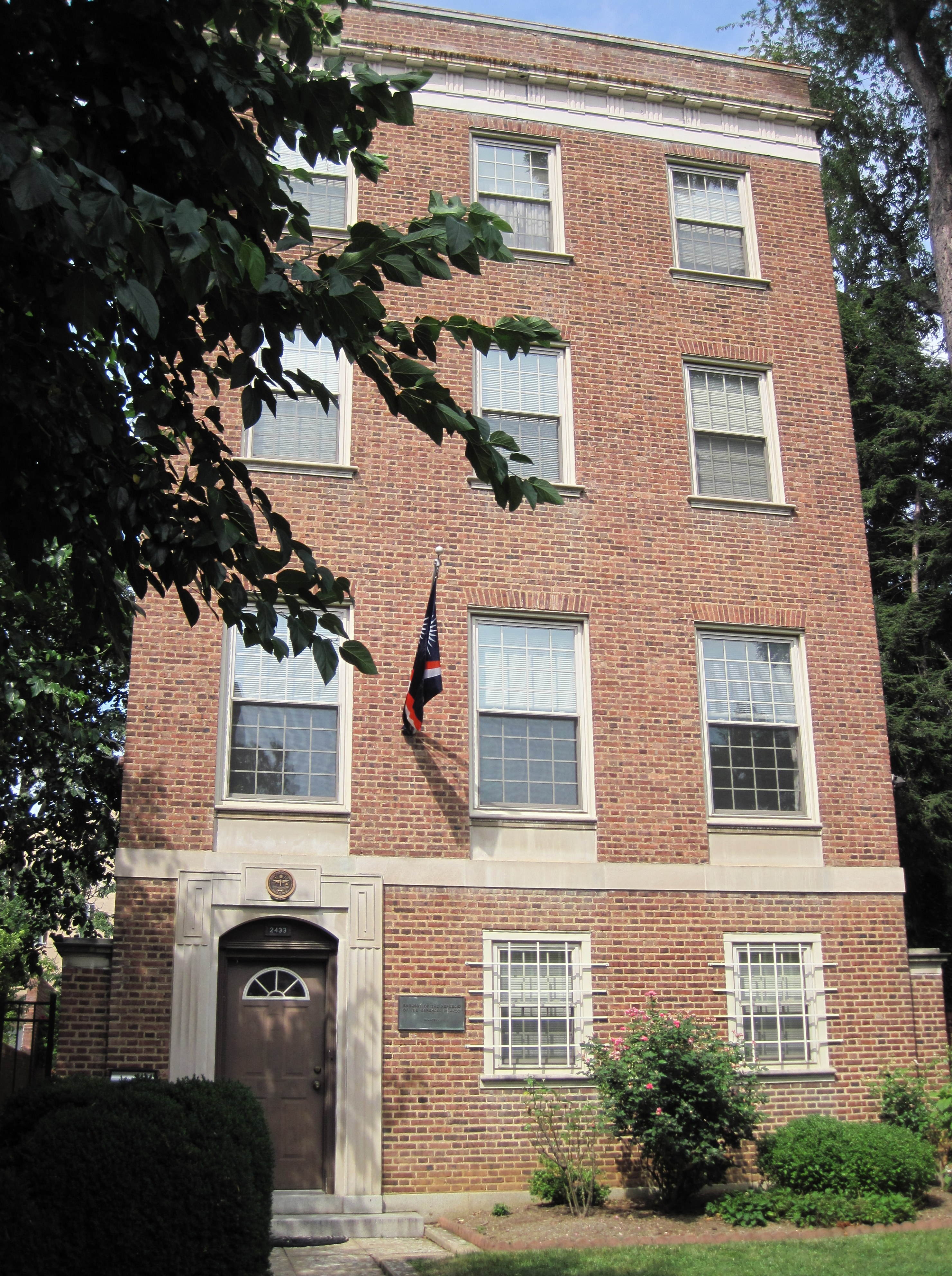
Посольство Маршалловых Островов в Вашингтоне

Посольство США находится в Маджуро — столице Маршалловых Островов. Посольство Маршалловых Островов находится по адресу 2433 Massachusetts Avenue NW., Вашингтон. Государство также имеет генеральное консульство в Гонолулу и ещё одно в Спрингдейле, штат Арканзас.